# مائوریتسیو دونادونی
مائوریتسیو دونادونی (به ایتالیایی: Maurizio Donadoni) بازیگر اهل ایتالیا است.
از فیلم‌ها یا مجموعه‌های تلویزیونی که وی در آن‌ها نقش داشته‌است، می‌توان به نرون، داستان پیرا، لبخند مادر من، کاراواجو، عشق نافرجام، یک زندگی خشن و پینوکیو اشاره نمود.